# 396 aC
El 396 aC va ser un any del calendari romà prejulià. En aquell temps, era conegut com a any del tribunat de Sac, Vulsó Capitolí, Esquilí , Augurí, Meli Capitolí i Atili (o, més rarament, any 358 ab urbe condita). L'ús del nom «396 aC» per referir-se a aquest any es remunta a l'alta edat mitjana, quan el sistema Anno Domini va ser el mètode de numeració dels anys més comú a Europa.

## Esdeveniments

### Grècia
- Cinisca, una princesa espartana germana d'Agesilau II arriba en primer lloc i guanya a la carrera de quadrigues als Jocs Olímpics d'aquell any. És la primera vegada que hi participa una dona.[2]
- Agesilau II, rei d'Esparta, va a Jònia amb la intenció declarada d'assolir la independència de les ciutats gregues. Passa l'hivern a Aulide a Beòcia i desembarca a Àsia Menor on les ciutats gregues eren amenaçades pels perses, arribant fins a Efes. Allà estableix el seu quarter general.[3]
- El sàtrapa Tissafernes va proposar a Agesilau un armistici fins que les negociacions entre Esparta i Pèrsia s'acabessin, i va dir que creia que l'acord final seria favorable als espartans. Es va acordar una treva, però secretament, Tisafernes va demanar ajut al rei persa Darios II. Quan els reforços van arribar Tisafernes va ordenar a Agesilau de sortir d'Àsia, però el rei espartà s'hi va negar i va fingir un atac a Cària obligant a Tisafernes a concentrar les seves forces en aquesta regió, i llavors va fer la guerra a la Frígia Hel·lespòntica en territori de Farnabazos.[4]

### Sicília
- Himilcó, militar cartaginès, va reunir una poderosa flota i un exèrcit que va desembarcar a Panormus (Palerm), encara que durant el viatge Leptines, germà del tirà Dionisi el Vell, el va atacar i li va causar considerables pèrdues. Després de desembarcar va obtenir diversos èxits i va recuperar Erix i Mòtia, forçant la retirada de Dionisi cap a l'est de l'illa.[5]

### Roma
- Melpum, una ciutat etrusca de la Gàl·lia Cisalpina mencionada només per Corneli Nepot segons recull Plini el Vell, que diu que va ser una ciutat conquerida pels ínsubres, els bois i els sènons el mateix dia que el dictador romà Marc Furi Camil va conquerir Veios.[6]
- Aquest any es van elegir sis tribuns amb potestat consular: Luci Titini Pansa Sac, Quint Manli Vulsó Capitolí, Publi Licini Calvus Esquilí el Jove, Gneu Genuci Augurí, Publi Meli Capitolí i Luci Atili.[7]
- Pansa Sac i Genuci Augurí van fer la guerra contra els faliscs i els capenats. Pansa Sac va caure en una emboscada però va aconseguir reagrupar les seves forces i resistir dalt d'un turó. Genuci va morir en aquella batalla.[8][9]
- A la mort de Gneu Genuci Augurí, va ser nomenat dictador Marc Furi Camil, que va aconseguir restablir la calma a la ciutat i a l'exèrcit, i, amb tropes de refresc va ocupar Veios, després de deu anys de setge.[10]